# Drino salva
Drino salva là một loài ruồi trong họ Tachinidae.